# 小行星25456
小行星25456（25456 Caitlinmann）是一颗绕太阳运转的小行星，为主小行星带小行星。该小行星于1999年12月19日发现。

## 轨道参数
小行星25456的轨道半长轴为340 594 230 km，2.2766994 UA，离心率为0.019。